# Chromis alpha
Chromis alpha là một loài cá biển thuộc chi Chromis trong họ Cá thia. Loài này được mô tả lần đầu tiên vào năm 1988.

## Từ nguyên
Từ định danh alpha bắt nguồn từ alphós (ἀλφός) trong tiếng Hy Lạp cổ đại và có nghĩa là "bệnh phong", hàm ý đề cập đến các đốm trắng nhạt trên đầu và thân của loài này (như da của người mắc bệnh phong); từ này cũng dùng để chỉ ký tự alpha (tương đương chữ A trong bảng chữ cái Latinh) vì Chromis sp. "A" đây là tên gọi đầu tiên mà Gerald R. Allen đặt cho loài này vào năm 1975.

## Phạm vi phân bố và môi trường sống
Từ đảo Giáng Sinh và quần đảo Cocos (Keeling) cùng một số rạn san hô vòng ngoài khơi Tây Úc (đều là những vùng lãnh thổ của Úc), C. alpha được phân bố trải dài về phía đông đến quần đảo Société và Tuamotu (đều thuộc Polynésie thuộc Pháp), ngược lên phía bắc đến quần đảo Yaeyama (Nhật Bản) và quần đảo Mariana, xa về phía nam đến vùng biển phía bắc Úc (gồm cả rạn san hô Great Barrier) và Nouvelle-Calédonie. Loài này cũng được ghi nhận tại quần đảo Trường Sa của Việt Nam.
C. alpha sống tập trung ở khu vực có nhiều san hô nhánh phát triển trên các rạn viền bờ và trong đầm phá ở độ sâu khoảng 12–95 m.

## Mô tả
C. alpha có chiều dài cơ thể lớn nhất được ghi nhận là 12,5 cm. Cơ thể có màu xanh xám hoặc nâu xám, chuyển thành màu xanh lam óng dưới bụng (và cả vây bụng lẫn vây hậu môn) và thường có nhiều đốm vàng trên vảy. Trên má có một vạch sọc nâu sẫm. Rìa của nắp mang cũng màu nâu sẫm kéo dài thành sọc đến gốc vây ngực.
Số gai ở vây lưng: 13; Số tia vây ở vây lưng: 12–13; Số gai ở vây hậu môn: 2; Số tia vây ở vây hậu môn: 11–13; Số tia vây ở vây ngực: 16–18; Số gai ở vây bụng: 1; Số tia vây ở vây bụng: 5; Số vảy đường bên: 14–16; Số lược mang: 27–31.

## Sinh thái học
Thức ăn của C. alpha là những loài sinh vật phù du. Chúng sống đơn độc hoặc hợp thành các nhóm rời rạc, thường bơi gần hang hốc hay gờ đá. Cá đực có tập tính bảo vệ và chăm sóc trứng; trứng có độ dính và bám vào nền tổ.